# Кеннеди, Дункан
Ду́нкан Мо́рроу Ке́ннеди (англ. Duncan Morrow Kennedy; 20 декабря 1967, Берлингейм) — американский саночник, выступал за сборную США в середине 1980-х — конце 1990-х годов. Участник трёх зимних Олимпийских игр, многократный чемпион национального первенства, призёр многих международных турниров, в том числе этапов Кубка мира. Также известен как тренер по санному спорту и телекомментатор.

## Биография
Дункан Кеннеди родился 20 декабря 1967 года в городе Берлингейм, штат Калифорния. На международном уровне дебютировал в возрасте пятнадцати лет, когда побывал на юниорском чемпионате мира в Лейк-Плэсиде и занял там среди одиночек девятнадцатое место. В 1984 году на молодёжном первенстве мира в австрийском Блуденце финишировал одиннадцатым, год спустя съездил на взрослое мировое первенство в немецкий город Оберхоф, где показал двадцать пятое время. На молодёжном чемпионате мира 1986 года в Кёнигсзе пришёл к финишу седьмым, ещё через год добрался до девятой позиции на взрослом мировом чемпионате в Игльсе. Благодаря череде удачных выступлений удостоился права защищать честь страны на зимних Олимпийских играх 1988 года в Калгари — по итогам всех четырёх заездов занял в мужском одиночном разряде четырнадцатое место.
В 1989 году Кеннеди съездил на чемпионат мира в немецкий Винтерберг, занял одиннадцатое место в программе одиночных саней и шестое в смешанной эстафете. На мировом первенстве 1991 года в том же Винтерберге был одиннадцатым, кроме того, в этом сезоне стал первым в истории американским саночником, кому удалось выиграть этап Кубка мира — это произошло на трассе в латвийской Сигулде. В следующем сезоне у него были реальные шансы выиграть мировой кубок, он до последнего этапа боролся за лидерство, но в конечном счёте занял в общем рейтинге второе место, уступив титулованному австрийцу Маркусу Проку. Также прошёл квалификацию на Олимпиаду в Альбервиль, в мужском одиночном разряде закрыл десятку сильнейших.
На чемпионате мира 1993 года в Калгари Кеннеди финишировал одиннадцатым среди одиночек и четвёртом в эстафете, тогда как в индивидуальной классификации мирового кубка расположился на третьей строке. В следующем сезоне в ходе этапа в Оберхофе стал участником неприятного инцидента — подрался с немецкими подростками, напавшими на его чернокожего товарища по команде Роберта Пипкинса. В итоге мэр города официально извинился перед президентом США Биллом Клинтоном, а подростки были приговорены к тюремному заключению. Кеннеди вновь имел хорошие шансы одержать победу в общем зачёте, но и на этот раз проиграл хрустальный глобус австрийцу Проку. Будучи лидером сборной, представлял страну на Олимпийских играх 1994 года в Лиллехаммере, по окончании двух заездов шёл на четвёртой позиции и претендовал на медаль, однако во время третьего заезда потерпел крушение и не смог добраться до финиша.
После трёх Олимпиад Кеннеди всё ещё оставался в основном составе американской национальной команды и продолжал принимать участие в крупнейших международных соревнованиях. Так, в 1996 году он побывал на чемпионате мира в немецком Альтенберге, занял девятое место среди одноместных саней и четвёртое в смешанной эстафете. Год спустя выступил на мировом первенстве в Игльсе, был десятым в одиночках и вновь четвёртым в эстафетной гонке. Рассчитывал побороться за попадание на Олимпийские игры 1998 года в Нагано, тем не менее, во время одного из заездов получил серьёзную травму и вынужден был завершить карьеру профессионального спортсмена. Впоследствии перешёл на тренерскую работу, в течение многих лет занимал должность технического тренера в сборной США. Неоднократно комментировал соревнования по санному спорту для американского телевидения.